# Falsoxanthalia desmarestii
Falsoxanthalia desmarestii es una especie de coleóptero de la familia Tetratomidae.

## Distribución geográfica
Habita en el Cáucaso, Europa.